# Computerkriminalität
Der Begriff Cyberkriminalität (englisch Cybercrime) umfasst „alle Straftaten, die unter Ausnutzung der Informations- und Kommunikationstechnik (IuK) oder gegen diese begangen werden“.
Cyberkriminalität lässt sich unterscheiden in Computerkriminalität im engeren Sinne, für die lediglich ein Computer mit oder ohne Internetnutzung als Tatwaffe eingesetzt wird, und Internetkriminalität, welche auf dem Internet basiert oder mit den Techniken des Internets geschieht. Unter Internetkriminalität fallen auch viele Straftaten und Vergehen, die auch ohne Internet möglich wären (unter anderem Verbreitung verbotener Inhalte, Belästigung), während Computerkriminalität sich in diesem Sinne speziell auf den Kontext der elektronischen Daten bezieht.
Hacking wird häufig mit Cyberkriminalität assoziiert. Hacking bedeutet jedoch nicht nur Kriminalität. Beim Hacking handelt es sich in der Regel nur um die gutwillige Suche nach Schwachstellen in IT-Systemen. In der Fachsprache verwendet man zur Abgrenzung den Begriff „Cracking“ für Hacking mit kriminellen Absichten.

## Formen
Im polizeilichen Bereich wird zwischen Computerkriminalität im engeren Sinn und Computerkriminalität im weiteren Sinn unterschieden. Cybercrime im engeren Sinne bezieht sich gemäß dem Deutschen Bundeskriminalamt (BKA) auf „spezielle Phänomene und Ausprägungen dieser Kriminalitätsform, bei denen Elemente der elektronischen Datenverarbeitung (EDV) wesentlich für die Tatausführung sind“. Der Begriff Computerkriminalität im weiteren Sinne wird in Deutschland umgangssprachlich auch für im Zusammenhang mit Computern stehende Handlungen verwandt, die zwar keine Straftaten, jedoch rechtswidrige Handlungen darstellen. Dabei hängt die Zuordnung zu den jeweiligen Bereichen insbesondere davon ab, welche Strafvorschriften für den entsprechenden Tatort gelten.

### Cybercrime im engeren Sinne
Zu Cybercrime im engeren Sinn zählt das Cybercrime Bundeslagebild 2018 des deutschen Bundeskriminalamts:
- Computerbetrug als Cybercrime im engeren Sinne, aufgeschlüsselt in folgende Betrugsarten:
  - Betrügerisches Erlangen von Kraftfahrzeugen gem. § 263a StGB
  - weitere Arten des Kreditbetruges gem. § 263a StGB
  - Betrug mittels rechtswidrig erlangter Daten von Zahlungskarten gem. § 263a StGB
  - Betrug mittels rechtswidrig erlangter sonstiger unbarer Zahlungsmittel gem. § 263a StGB
  - Leistungskreditbetrug gem. § 263a StGB
  - Abrechnungsbetrug im Gesundheitswesen gem. § 263a StGB
  - Überweisungsbetrug gem. § 263a StGB
- Sonstiger Computerbetrug (§ 263a Abs. 1 und 2 StGB sowie Vorbereitungshandlungen gem. § 263a Abs. 3 StGB, soweit nicht unter die nachfolgenden Betrugsarten bzw. die „Missbräuchliche Nutzung von Telekommunikationsdiensten“ gefasst).
- Ausspähen und Abfangen von Daten einschließlich Vorbereitungshandlungen und Datenhehlerei (§§ 202a, 202b, 202c, 202d StGB) umfasst den Diebstahl und die Hehlerei digitaler Identitäten von Kreditkarten-, E-Commerce- oder Kontodaten (z. B. Phishing).
- Fälschung beweiserheblicher Daten bzw. Täuschung im Rechtsverkehr (§§ 269, 270 StGB)
- Datenveränderung/Computersabotage
- Missbräuchliche Nutzung von Telekommunikationsdiensten (§ 263a StGB)

Das österreichische Bundeskriminalamt fasst ebenfalls darunter Straftaten, bei denen Angriffe auf Daten oder Computersysteme unter Ausnutzung der Informations- und Kommunikationstechnik begangen werden (beispielsweise Datenbeschädigung, Hacking, DDoS-Attacken).
An der Grenze zu Cybercrime und Wirtschaftskriminalität ist das Cybertrading zu nennen, ein Kapitalanlagebetrug im Internet. Über eine Scam-Website werden hohe Gewinnmöglichkeiten mit einer geringen Einstiegshürde suggeriert. Den Menschen, die ihre Kontaktdaten hinterlassen und dort zunächst geringe Beträge hinterlegen, werden eine persönliche, telefonische Finanzbetreuung und zunehmende Gewinne vorgegaukelt. So werden die Opfer dazu animiert, zunehmend höhere Beträge zu überweisen. Das System funktioniert über Callcenter, Affiliate-Marketing, Geldwäsche-Netzwerke und Plattform-Provider. Der Umfang des Cybertradings wird allein in Europa auf zweistellige Milliardenbeträge geschätzt.
Ab den 2010er Jahren hat sich die Cyberkriminalität professionalisiert, insbesondere die Ransomware-Kriminalität, also die Erpressung der Opfer durch Verschlüsselung ihrer Daten oder die Androhung der Veröffentlichung interner Daten. Die einzelnen Schritte werden von spezialisierten Teams durchgeführt und auf dem „Markt“ angeboten: Auffinden von Schwachstellen der Software, Programmierung der Schad-Software, Ausspähung des Umfelds nach lohnenswerten Opfern, Durchführung der Attacke und schließlich Erpressung und das Waschen der Lösegelder. Man spricht von Cybercrime-as-a-Service (Cyberkriminalität als eine Dienstleistung).

### Cybercrime im weiteren Sinne
Zur Computerkriminalität im weiteren Sinne zählen in Deutschland alle Straftaten, bei denen die EDV zur Planung, Vorbereitung oder Ausführung eingesetzt wird. Diese erstrecken sich mittlerweile auf nahezu alle Deliktsbereiche, in denen das Tatmittel Internet eingesetzt wird. Beispielsweise:
- alle Ausprägungen digitaler Erpressung
- Urheber- und Markenrechtsverletzung
- unerlaubte Veranstaltung eines Glücksspiels
- der Vertrieb verbotener Substanzen
- der Austausch von kinderpornographischen Darstellungen oder Gewalt verherrlichender Propaganda oder
- die Verletzung des höchstpersönlichen Lebensbereichs durch Bildaufnahmen
- die onlinebasierte Anbahnung eines sexuellen Missbrauches von Kindern – das sogenannte Cyber-Grooming

Diese Delikte werden in der Polizeilichen Kriminalstatistik (PKS) nicht unter dem Begriff Cybercrime registriert, sondern unter speziellen PKS-Schlüsselnummern.
In Österreich versteht man unter Straftaten der Computerkriminalität im weiteren Sinne Delikte, bei denen die Informations- und Kommunikationstechnik zur Planung, Vorbereitung und Ausführung für herkömmliche Kriminalstraftaten eingesetzt wird, wie beispielsweise Betrugsdelikte, Kinderpornografie und Cyber-Mobbing.

## Situation nach Staat

### Deutschland

#### Fallzahlen
Gemäß BKA-Lagebild wurden 2012 insgesamt 63.959 Fälle von Cybercrime im engeren Sinn erfasst.
Die Fälle von Computerbetrug (24.817) sind gegenüber 2011 um 7,13 % gefallen, auch „Betrug mit Zugangsberechtigung zu Kommunikationsdiensten“ (2.952) haben 2012 um rund 38 % abgenommen. Bei den Delikten „Fälschung beweiserheblicher Daten, Täuschung im Rechtsverkehr bei Datenverarbeitung“ (8.539) ist eine Zunahme um rund 11 % zu verzeichnen. Während die „Straftaten durch Ausspähen, Abfangen von Daten einschließlich Vorbereitungshandlungen“ 16.794 Fälle ausmachten. Delikte „Datenveränderung / Computersabotage“ (10.857) sind gegenüber 2011 um fast 140 % gestiegen.
Mit einem Anteil von rund 39 % ist Computerbetrug die größte Straftatengruppe aller im Lagebild ausgewiesenen Fälle.
Computerkriminalität im weiteren Sinn bezieht über die unter Cyberkriminalität subsumierten Straffälle hinaus auch die Internetkriminalität ein. Welche Bedeutung das Internet als Tatmittel hat, zeigt sich daran, dass Internetkriminalität mit 229.408 Fällen fast 10-mal so viele Fälle aufweist wie Cybercrime im engeren Sinn. Allein Phishing in Zusammenhang mit Onlinebanking verursachte 2012 einen Gesamtschaden von 13,8 Mio. €.
Im Bereich des Wirtschaftsschutzes waren 2019 laut einer repräsentativen Umfrage des Bitkom rund 75 % der deutschen Unternehmen von Angriffen durch Computerkriminalität im weiteren Sinne betroffen, weitere 13 % vermuteten dies. 2016/2017 wurde nur jedes zweite Unternehmen Opfer von Computerkriminalität. Demnach berichteten 21 % der Unternehmen, dass sensible digitale Daten abgeflossen sind, bei 17 % wurden Informations- und Produktionssysteme oder Betriebsabläufe digital sabotiert. Bei 13 % der Unternehmen wurde die digitale Kommunikation ausgespäht. Durch Sabotage, Datendiebstahl oder Spionage entsteht der deutschen Wirtschaft jährlich ein Gesamtschaden von 102,9 Milliarden Euro – analoge und digitale Angriffe zusammengenommen. Der Schaden ist damit fast doppelt so hoch wie noch in den Jahren 2016/2017.

#### Schäden
Gemäß Lagebild werden in der deutschen Kriminalstatistik (PKS) nur die Schadenssummen bei den Straftaten „Computerbetrug“ und „Betrug mit Zugangsberechtigungen zu Kommunikationsdiensten“ erfasst. Diese Schäden sind 2011 um rund 16 % auf rund 71,2 Mio. Euro gestiegen (2010: 61,5 Mio. Euro). Davon entfallen 2011 rund 50 Mio. Euro auf den Bereich Computerbetrug und rund 21,2 Mio. Euro auf den Betrug mit Zugangsdaten zu Kommunikationsdiensten.
Für Phishing im Bereich Onlinebanking hat das BKA eine durchschnittliche Schadenssummen errechnet: für 2011 rund 4.000 Euro pro Fall und insgesamt 25,7 Mio. Euro. Vergleicht man die errechnete (ungefähre) Schadenssumme mit der von 15,7 Mio. Euro für 2007, so ergibt sich ein Anstieg von 35 %. Angesichts des „vorhandenen Schadenspotenzials und der Lukrativität für die Täterseite“ bildet Phishing „weiterhin einen Schwerpunkt im Bereich Cybercrime“ (gemeint ist: Computerkriminalität im weiteren Sinn – der Verf.).
Gemäß Symantec ist Deutschland (2012) „mit einem Schaden durch bösartige Software von 24 Milliarden Euro die Nr. 1 in Europa“; weltweit entstand ein „Schaden von 284 Milliarden Euro“, so die Sicherheits-Managerin Orla Cox von Symantec, Dublin. Eugene Kaspersky sagte im November 2018 kokettierend, in Russland seien die „übelsten Cyberkriminellen“ am Werk. Die Vulkan Files, veröffentlicht im März 2023, belegten den Vorwurf staatlicher Hackerttätigkeit und Internet-Manipulationen in ganz Europa, den USA und Südkorea.

### Schweiz
Mit der Ratifikation der Europaratskonvention über die Cyberkriminalität beteiligt sich die Schweiz an der verstärkten internationalen Bekämpfung der Computer- und Internetkriminalität. Die Konvention trat für die Schweiz am 1. Januar 2012 in Kraft. Zum gleichen Zeitpunkt hat der Bundesrat die erforderlichen Gesetzesanpassungen in Kraft gesetzt. Der Straftatbestand des unbefugten Eindringens in eine elektronische Datenverarbeitungsanlage (EDV) („Hacking“, Art. 143 bis 147 schweizerisches StGB) liegt nun im Bereich der Strafbarkeit. Auch werden neu bereits das Zugänglichmachen und das In-Umlauf-bringen von Passwörtern, Programmen und anderen Daten unter Strafe gestellt, wenn der Betreffende weiß oder in guten Glauben davon ausgehen muss, dass diese für das illegale Eindringen in ein geschütztes Computersystem verwendet werden können (siehe Hackerparagraph, bezogen auf Deutschland § 202c deutsches StGB).
In der Schweiz ist es die schweizerische Koordinationsstelle zur Bekämpfung der Internetkriminalität (KOBIK), welche Statistik über verfolgte Computerverbrechen führt und diese in einem jährlichen Rechenschaftsbericht veröffentlicht.
Für das Geschäftsjahr 2012 wurden im Mai 2013 die aktuelle Statistik veröffentlicht. Über das Onlineformular auf der Webseite wurden 8242 Meldungen abgegeben, verglichen zum Vorjahr ist das ein Anstieg von 55 %. Zum ersten Mal seit Bestehen von KOBIK überholte die Anzahl der Meldungen über strafbare Handlungen gegen das Vermögen (3260 Meldungen) die der Meldungen über strafbaren Handlungen gegen die sexuelle Integrität (3083 Meldungen). In deutlich geringerem Umfang wurden strafbare Handlungen gegen Leib und Leben (99 Meldungen) und strafbare Handlungen gegen den öffentlichen Frieden (85 Meldungen) verübt. Dabei sei zu bemerken, dass die eingegangenen Meldungen mit 80 % strafrechtlicher Relevanz von guter Qualität sind.

### Österreich
Im Jahr 2013 verzeichnete das österreichische Bundeskriminalamt 11.199 angezeigte Fälle von Cybercrime. Aufgeklärt wurden 17,8 %. 421 Fälle davon betreffen Datenverarbeitungsmissbrauch mit Bereicherungsabsicht inklusive gewerbsmäßigem betrügerischem Datenmissbrauch, bei dem Daten eingegeben, verändert, gelöscht, unterdrückt oder auf andere Art der Datenverarbeitungsablauf gestört wird (§ 148a StGB). Unter diesen Paragraphen fallen auch Phishing und Malware-Angriffe. Die Funktionsfähigkeit eines Computersystems gemäß § 126b StGB wurde 2013 in Österreich in 470 Fällen gestört und zur Anzeige gebracht. Unter diesen Paragraphen fallen auch DDoS-Attacken. Der widerrechtliche Zugriff auf Computersysteme ist in Österreich in §  118a StGB geregelt. 2013 wurden 391 Fälle angezeigt.
45,6 % der Tatverdächtigen waren zwischen 26 und 40 Jahre alt; 26,9 % der Tatverdächtigen waren über 40. Die Täter stammten zu 58,3 % aus dem österreichischen Inland. 468 Tatverdächtige wurden in Deutschland geortet, 373 in Serbien und 176 in Nigeria.
Man versucht, die Arbeit zur Bekämpfung von Computerkriminalität in Österreich zu professionalisieren, um der zunehmenden Professionalisierung der Täter gegenübertreten zu können. Deshalb wurde im österreichischen Bundeskriminalamt ein Cybercrime-Competence-Center (C4) eingerichtet. Die Ermittler und IT-Forensiker werden auf internationale Schulungen geschickt, wie etwa der International Association for Computer Informations Systems (IACIS) und der European Cybercrime Training and Education Group (ECTEG). Im Sommer 2013 wurden aufgrund eines Hinweises vom FBI im Rahmen der Europol-Operation „BlackShades“ 19 tatverdächtige Hacker festgenommen.
Im Jahr 2020 ist die Zahl der angezeigten Cybercrime-Delikte stark angestiegen. Das geht aus dem neuen Cybercrime-Report des Innenministeriums hervor.
Im Jahr 2022 wurde die Medizinische Universität Innsbruck (MUI) Ziel eines Hackerangriffs. Die durch den Datendiebstahl erhaltenen Informationen wurden anschließend im Darknet veröffentlicht. Seitens der Universitätsleitung konnte nicht ausgeschlossen werden, ob sich darunter auch Patientendaten befinden.

## Gegenmaßnahmen
Die Schaffung einer europaweiten „European Cybercrime Centre“ gehört zu den Handlungsfeldern der „Digitalen Agenda“.
In verschiedenen Ländern wurden inzwischen spezielle Polizeieinheiten mit der Bekämpfung von Computerkriminalität beauftragt. Europol hat seit 2013 eine eigene Abteilung zur Koordination der Zusammenarbeit eingerichtet, das Europäische Zentrum zur Bekämpfung der Cyberkriminalität (EC3). In Deutschland wurden seit 2014 bei den Landeskriminalämtern und beim Bundeskriminalamt sogenannte Zentrale Ansprechstellen Cybercrime (ZAC) eingerichtet.
Ebenfalls existieren Kooperationen zwischen Sicherheitsbehörden und der Digitalwirtschaft wie beispielsweise die Sicherheitskooperation Cybercrime des Bitkom mit mittlerweile sechs Landeskriminalämtern.
Es kann eine Aufklärung zu den psychologischen und neurologischen Gründen für Cybercrime oder philosophischen und politischen Gründen für Cybercrime Taten im Cybercrime verringern.

## Internationale Zusammenarbeit und Prävention
Die zunehmende Globalisierung der Informationsgesellschaft erfordert eine verstärkte internationale Koordination, um der Cyberkriminalität effektiv entgegenzutreten. Europol hat mit der Gründung des Europäischen Zentrums zur Bekämpfung der Cyberkriminalität, dem „European Cybercrime Centre“, einen wichtigen Schritt unternommen, um die Zusammenarbeit zwischen den Mitgliedsstaaten zu fördern. Diese Einrichtung soll der Europäischen Union, die beim Europäischen Polizeiamt in den Haag angesiedelt ist, die grenzübergreifende Strafverfolgung von Computerkriminalität in der EU koordinieren. Sie fördert die Zusammenarbeit zwischen den Mitgliedstaaten und ermöglicht den Austausch von Informationen, bewährten Praktiken und die Entwicklung gemeinsamer Strategien zur Eindämmung von Cyberkriminalität.
Ein weiterer entscheidender Aspekt im Kampf gegen Cyberkriminalität ist die Prävention. Sensibilisierungskampagnen, die die Öffentlichkeit über die Risiken von Online-Bedrohungen informieren, sind von entscheidender Bedeutung. In Deutschland hat beispielsweise der Gesamtverband der Deutschen Versicherungswirtschaft (GDV) eine Initiative namens CyberSicher ins Leben gerufen, um kleine und mittelständische Unternehmen für die Gefahren der Cyberkriminalität zu sensibilisieren. Auch das Bundesministerium des Innern und für Heimat hat verschiedene Initiativen und Projekte für mehr Cybersicherheit ins Leben gerufen.

## Dokumentation
- Der unsichtbare Krieg. Angriff aus dem Netz. Regie: Carolin Riethmüller, ZDF, Deutschland, 53 Minuten, 2023